# Philautus umbra
Philautus umbra é uma espécie de anfíbio da família Rhacophoridae.
Pode ser encontrada nos seguintes países: Malásia e possivelmente Brunei.
Os seus habitats naturais são: florestas subtropicais ou tropicais húmidas de baixa altitude e regiões subtropicais ou tropicais húmidas de alta altitude.